# Аветисян, Хосров Кургинович
Хосров Кургинович Аветисян (3 ноября 1900 — 24 марта 1954) — советский учёный-металлург, доктор технических наук (1941), профессор (1940), член-корреспондент Академии наук Казахской ССР, заслуженный деятель науки КазССР (1946).

## Биография
Родился 3 ноября 1900 года на Кавказе, по одним данным в городе Карсе, по другим — в селе Илли (ныне Ашоцкий район Армении). Происходил из крестьянской семьи. Проходил обучение в Карсском городском и реальном училищах. В 1921-23 гг. принимал активное участие в профсоюзном движении Армении. В 1929 году окончил Московскую горную академию.
В 1931-39 гг. — доцент Московского института цветных металлов и золота, заведующий кафедрой. С 1939 года профессор КазГМИ, в 1944 году заведующий кафедрой металлургии цветных металлов. С 1949 года заведующий лабораторией цветных металлов в Институте металлургии и обогащения Академии наук Казахской ССР.
Скончался 24 марта 1954 года, похоронен на Центральном кладбище Алматы.

## Научная и производственная деятельность
Известный ученый-металлург, основоположник исследования плавких медных штейнов. Создал магнитометрический метод, внедрённый на медеплавильных заводах, который даёт возможность легко и быстро определить состав расплавленных в печи продуктов.
Результаты его работы по гидрометаллургии джезказганских окислых руд нашли широкое применение при решении «Гипроцветметом» и «Гинцветметом» СССР сложных вопросов, связанных с организацией в Советском Союзе гидрометаллургии меди. Совместно с профессорами А. В. Бричкиным и В. В. Стендером в 1943 и 1944 годах выполнил ряд крупных работ, непосредственно связанных с практическими задачами промышленных предприятий Казахской ССР, что дало около 21 млн рублей годовой экономии.

## Избранные труды
- Основы металлургии. — М., 1951; Берлин, 1951 (на нем. яз.).
- Тепловые данные по плавлению медных шихт. — А.-А., 1953.
- Металлургия черновой меди. — М., 1954.

## Признание
Награждён орденом Трудового Красного Знамени (1944 г.) и несколькими медалями, заслуженный деятель науки КазССР.